# Consejo de Expertos Electorales de Latinoamérica
El Consejo de Expertos Electorales de Latinoamérica, o CEELA, es una organización de monitorización electoral. El presidente del CEELA desde 2008, Nicanor Moscoso, fue uno de sus fundadores.Creado en 2004 con financiamiento gobierno venezolano de Hugo Chávez, su objetivo inmediato era legitimar el referéndum revocatorio de Venezuela del mismo año. Entre los procesos electorales avalados más recientemente por el CEELA se encuentran las elecciones presidenciales de Rusia de 2024 y las  elecciones presidenciales de Venezuela de 2024, consideradas por otros observadores y analistas como fraudulentas.
Según El Nuevo Diario se creó como un «equivalente de izquierdas a los organismos de observación electoral patrocinados por la Organización de Estados Americanos (OEA)». De hecho, en 2008 el líder sandinista Daniel Ortega rechazó a observadores de la OEA, pero recibió a los del CEELA, afirmando que «son los más idóneos con los que podíamos contar». La oposición nicaragüense, por su parte, acusó a la CEELA de ser «un instrumento del fraude electoral». Así, se le ha incluido dentro de la categoría de lo que el politólogo Alexander Cooley denomina grupos «zombis» de supervisión electoral, cuya misión es legitimar elecciones fraudulentas, como el CIS-EMO creado por la Rusia de Vladímir Putin.

## Creación y objetivos
El CEELA se creó con financiamiento del gobierno venezolano de Hugo Chávez a partir de una reunión en 2004 en Venezuela, como un grupo de observación electoral de exjueces latinoamericanos con experiencia electoral de países que tendían a tener gobiernos de izquierda. Pretende ser un equivalente de izquierda de las organizaciones de observación electoral apoyadas por la Organización de Estados Americanos (OEA). En el momento de su creación, su objetivo inmediato era dar legitimidad al referéndum revocatorio de Venezuela de 2004.
Según El Nuevo Diario se creó como un «equivalente de izquierdas a los organismos de observación electoral patrocinados por la Organización de Estados Americanos (OEA)». De hecho, en 2008 el líder sandinista Daniel Ortega rechazó a observadores de la OEA, pero recibió a los del CEELA, afirmando que «son los más idóneos con los que podíamos contar». La oposición nicaragüense, por su parte, acusó a la CEELA de ser «un instrumento del fraude electoral». Así, se le ha incluido dentro de la categoría de lo que el politólogo Alexander Cooley denomina grupos «zombis» de supervisión electoral, cuya misión es legitimar elecciones fraudulentas, como el CIS-EMO creado por la Rusia de Vladímir Putin.

## Liderazgo y estructura

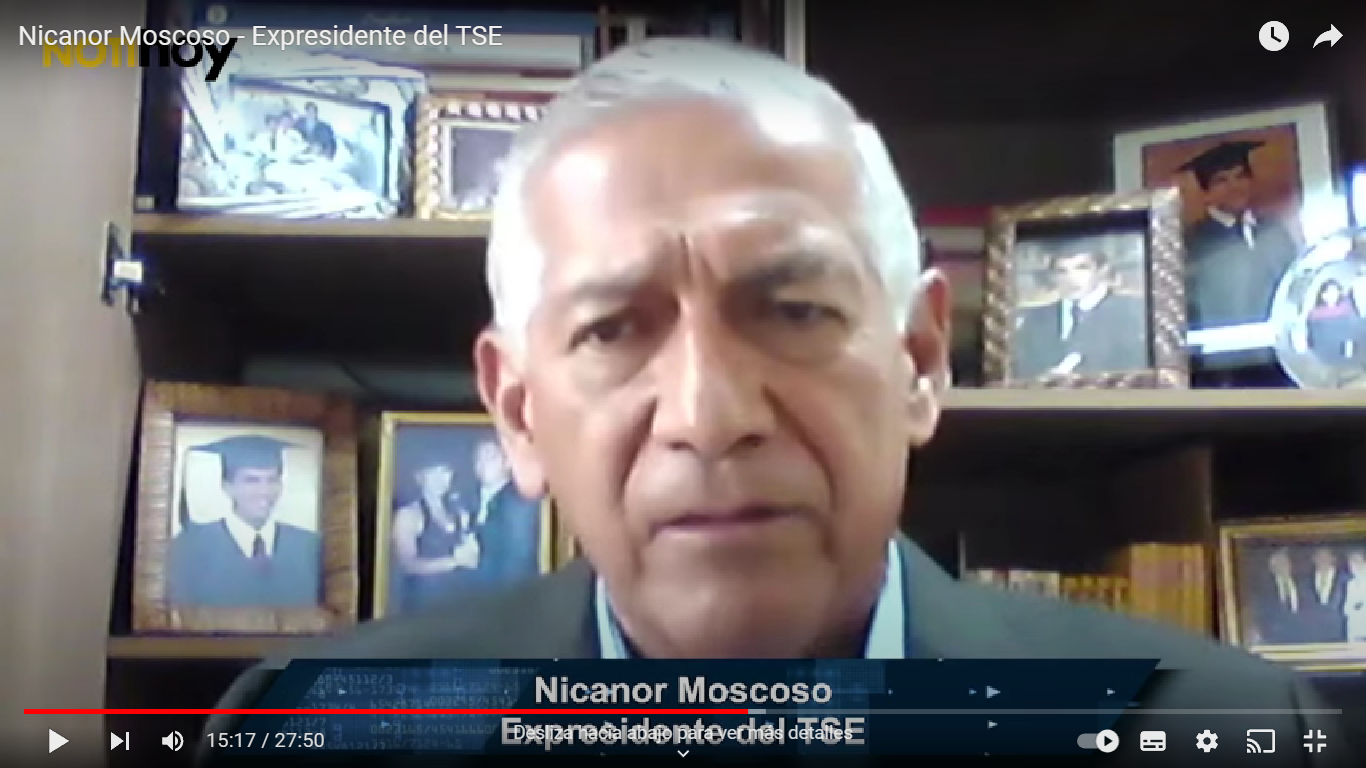
El presidente de CEELA, Nicanor Moscoso

Nicanor Moscoso ha sido presidente del CEELA desde 2008 y fue uno de sus fundadores.
Guillermo Reyes González, ex director del Consejo Nacional Electoral de Colombia, fue miembro del CEELA desde su creación hasta al menos 2017. Otros miembros fundadores del CEELA son Wilfredo Penco, quien fue vicepresidente de la Corte Electoral de Uruguay; el abogado boliviano Óscar Hassenteufel; el abogado peruano Víctor Gastón Soto; los abogados dominicanos Salvador Ramos y Ramón Antonio Hernández, y los abogados salvadoreños Eugenio Chicas Martínez y Walter Araujo.
Para 2016, otros miembros del CEELA incluían a los colombianos Alexander Vega, Bernardo Franco Ramírez y Héctor Helí Rojas.

## Historia
En 2010, el CEELA y la OEA firmaron un acuerdo de cooperación en materia de observación electoral, intercambio de información y organización de conferencias y reuniones.
El CEELA integró la misión de observadores de las elecciones generales de Nicaragua de 2016 entre mayo y noviembre. El informe de la misión enumeró doce elementos del proceso que consideró positivos e hizo cinco recomendaciones de mejora.
En 2017, el CEELA describió las elecciones a la Asamblea Nacional Constituyente de Venezuela de ese año como comicios que habían cumplido con las normas internacionales y la legislación nacional. Smartmatic, responsable del sistema de votación computarizado, declaró que tenía la certeza de que los resultados de las elecciones para la asamblea constituyente de 2017 habían sido manipulados. Estimó que «la diferencia entre la participación real y la anunciada por las autoridades [era] de al menos un millón de votos». La ONG venezolana Acceso a la Justicia describió el informe del CEELA sobre las elecciones de 2017 como una prueba de la parcialidad de la organización.
El papel del CEELA en Venezuela se vio debilitado por los cambios en las regulaciones electorales establecidas por el Consejo Nacional Electoral (CNE) de Venezuela, rebajando su tarea y la de otros observadores electorales de «observación» a «acompañamiento». Los artículos 484 y 485 del Reglamento General de la Ley Orgánica de Procesos Electorales, vigente desde las elecciones presidenciales de 2006, impiden a los observadores internacionales hacer declaraciones públicas durante el proceso electoral o publicar sus informes finales, y el artículo 487 le concede la potestad el CNE de revocar las credenciales de observadores sin la necesidad de un procedimiento administrativo.
Dada la posición del CEELA sobre la elección de la Asamblea Constituyente de 2017 y los cambios en las normas para los organismos de observación electoral, Acceso a la Justicia consideró que el rol del CEELA en las elecciones presidenciales de Venezuela de 2018 no satisfacía ni las funciones nacionales ni las internacionales de supervisión electoral independiente.
El CEELA observó las elecciones presidenciales de Rusia de 2024. Nicanor Moscoso, presidente del CEELA, declaró que en las elecciones el CEELA pudo «establecer todas las virtudes que tiene el sistema democrático ruso». Moscoso describió las elecciones como «abiertas», con «tres sistemas de votación» que fueron «muy efectivos y seguros». Meduza describió las elecciones como «las más fraudulentas de la historia moderna de Rusia», basándose en su análisis estadístico, y Associated Press describió las elecciones como un proceso con irregularidades electorales que incluían la manipulación de papeletas y la coacción.
El CEELA también estuvo presente durante las elecciones presidenciales de Venezuela de 2024, las cuales consideró que se realizaron bajo estándares normales, y fueron convocados por el Consejo Nacional Electoral para el presunto peritaje técnico de los resultados.